# مارسيل دوبيه
مارسيل دوبيه هو كاتب مسرحي وكاتب كندي، ولد في 3 يناير 1930 في مونتريال في كندا، وتوفي بنفس المكان في 7 أبريل 2016.

## وصلات خارجية
- مارسيل دوبيه على موقع IMDb (الإنجليزية)
- مارسيل دوبيه على موقع الموسوعة البريطانية (الإنجليزية)
- مارسيل دوبيه على موقع ألو سيني (الفرنسية)
- مارسيل دوبيه على موقع ديسكوغز (الإنجليزية)
- مارسيل دوبيه على موقع قاعدة بيانات الفيلم (الإنجليزية)